# محمد فاتاو
محمد فاتاو (بالإنجليزية: Mohammed Fatau) لاعب كرة قدم غاني . لعب سابقاً في نادي القادسية السعودي .

## روابط خارجية
- محمد فاتاو على موقع اتحاد تركيا (لاعب) (الإنجليزية)
- محمد فاتاو على موقع قاعدة بيانات كرة القدم.إي يو (الإنجليزية)
- محمد فاتاو على موقع Soccerbase.com (لاعب) (الإنجليزية)
- محمد فاتاو على موقع Soccerway.com (الإنجليزية)
- محمد فاتاو على موقع عالم كرة القدم.نت (الإنجليزية)
- محمد فاتاو على موقع GSA (الإنجليزية)

محمد فاتاو